# Donatus Kaufmann
Donatus Bernhard Kaufmann (* 11. August 1962 in Basel) ist ein Schweizer Manager. Vom 1. Februar 2014 bis zum 30. September 2019 war Kaufmann Mitglied des Vorstands des Industrie- und Technologiekonzerns Thyssenkrupp und verantwortete die Bereiche Technologie, Innovation, Digitale Transformation, Nachhaltigkeit, Recht und Compliance. Zusätzlich war er bei dem DAX-Konzern verantwortlich für die Regionen Nordamerika und Westeuropa.

## Ausbildung und Karriere

### Ausbildung
Kaufmann studierte Rechtswissenschaft, Geschichte und Politikwissenschaft an der Georg-August-Universität Göttingen, der Rheinischen Friedrich-Wilhelms-Universität Bonn und der Universität Paris IV. 1987 graduierte er als „Licencié d’Histoire“ an der Sorbonne. 1991 legte er in Düsseldorf das erste und 1996 in Hamburg das zweite juristische Staatsexamen ab und erhielt die Rechtsanwaltszulassung. 1995 promovierte Kaufmann in Hamburg im internationalen Wirtschaftsrecht zum Doktor der Rechte. 1998 absolvierte er berufsbegleitend einen einjährigen BWL-Kurs an der FernUniversität Hagen in Zusammenarbeit mit der Siemens und der BMW und 2009 ein internationales Executive Programm an der privaten Wirtschaftshochschule Insead.

### Karriere
Vebacom und o.tel.o

Kaufmann begann seine berufliche Laufbahn in der Telekommunikationsbranche im Zuge der Liberalisierung und Privatisierung des Deutschen Telekommunikationsmarktes. Von 1996 bis 1999 war er Rechtsberater und Regulatory Advisor bei der VEBA-Tochter Vebacom GmbH und der o.tel.o communications GmbH & Co., die 1997 durch Verschmelzung von Vebacom und RWE Telliance entstand.
Esprit Telecom und Global TeleSystems (GTS)

1999 wechselte Kaufmann zur britischen Esprit Telecom-Gruppe, die im selben Jahr vom US-Telekommunikationskonzern GobalTeleSystems (GTS) übernommen wurde. Ziel der Zusammenführung war es, die Stellung im europäischen Telekommunikationsmarkt bei großen Geschäftskunden und dem Mittelstand auszubauen. Bis 2002 führte Kaufmann bei der deutschen GTS-Tochter, Global TeleSystems (Deutschland) GmbH in Düsseldorf, die Bereiche Recht, Regulierung und Vertragsmanagement. Er war zudem Mitglied des deutschen Geschäftsführungskreises der GTS. Kaufmann erwirkte für die GTS auf dem seit 1996 liberalisierten deutschen Telekommunikationsmarkt gegen die damals marktbeherrschende Deutsche Telekom vor der Regulierungsbehörde für Telekommunikation und Post (heute Bundesnetzagentur), dass die Netzzusammenschaltung (Interconnection) und der Zugang zur Letzten Meile (Hausanschlüsse) für die damals jungen Wettbewerber wettbewerbsgerecht reguliert wurde. Bis dahin wurden die Bedingungen der Zusammenschaltung einseitig von der Deutschen Telekom vergeben.
Boehringer Ingelheim

2002 wechselte Kaufmann zu dem Pharmaunternehmen Boehringer Ingelheim. Bis Anfang 2011 arbeitete er dort in verschiedenen Führungspositionen mit globaler Verantwortung. U.a. war er Group General Counsel und Chief Compliance Officer. Zudem führte er das Family Office der Eigentümerfamilien Boehringer und von Baumbauch.
Metro AG

Im Februar 2011 wurde Kaufmann Chefjurist und Chief Compliance Officer der Metro-Gruppe. U.a. baute Kaufmann dort die Compliance-Arbeit aus und setzte gegen den Widerstand des Minderheitsgesellschafters Erich Kellerhals eine neue Governance-Struktur bei der Tochter Media-Saturn durch, die der Metro AG weitgehende Rechte sicherte. Zuletzt war er als Head of Corporate Special Projects und Executive Advisor des Vorstands tätig.
Thyssenkrupp

Anfang Februar 2014 wurde Kaufmann vom Aufsichtsrat der Thyssenkrupp AG nach einer Serie von Korruptions- und Kartellvorwürfen gegen den Konzern mit dem Fokus auf Recht und Compliance in den Vorstand berufen. Zudem war er verantwortlich für die Bereiche Technologie, Innovationen, Digitale Transformation und Nachhaltigkeit sowie die Regionen Nordamerika und Westeuropa. Im Rahmen der anstehenden strategischen und strukturellen Neuausrichtung von Thyssenkrupp verließ Kaufmann zum 30. September 2019 den Konzern.

### Privates
Kaufmann ist verheiratet, hat drei Kinder und lebt in Krefeld. Er ist Mitglied des Corps Bremensia Göttingen und des Corps Palatia Bonn.

## Mandate und Mitgliedschaften
- Bundesverband der Deutschen Industrie e.V. (BDI), Ausschuss für Wettbewerbsordnung – Vorsitzender[29]
- American Chamber of Commerce in Germany, Mitglied des Vorstands[30]
- Atlantik-Brücke, Konzernrepräsentant
- FIW, Forschungsinstitut für Wirtschaftsverfassung und Wettbewerb e.V., Mitglied des erweiterten Vorstands[31]
- Thyssenkrupp Industrial Solutions AG, Mitglied des Aufsichtsrats
- Thyssenkrupp Materials Services GmbH, Aufsichtsratsvorsitzender
- Thyssenkrupp North America, Inc./USA., Chairman of the Board

## Publikationen
- Computer und Recht: „Rechtsanspruch auf Zugang zu Mehrwertdiensten im Rahmen einer Netzzusammenschaltung mit dem marktbeherrschenden Netzbetreiber“, ISSN 0179-1990, Jahr. 14, Heft 12, 1998, Seiten 728–733
- Unternehmensjurist: „Fairplay schafft einen echten Wettbewerbsvorteil“, Ausgabe 4/2015
- NJW-Editorial Neue Juristische Wochenschrift: „Eine Frage der Haltung“, 68. Jahrgang, Heft 52/2015
- Der Betrieb: „Compliance: Unternehmerische Herausforderung mit weitreichender Verantwortung“, Sonderausgabe Nr. 02/2017